# Йонне сито
Йонне сито (рос. ионное сито, англ. ionic sieve) — іоніт (частіше неорганічний) з такими розмірами пор, що дозволяють обміняти менші йони, механічно вилучивши з обміну йони більших розмірів. У випадку великої різниці в розмірах йонів йонним ситом може також бути органічний іоніт.

## Визначення поділу на йонному ситі
Розділення йонів шляхом їх фільтрації через решітку середнього розміру відповідного алюмосилікатного цеоліту, вибраного таким чином, щоб пропускати через його жорстку структуру лише іони меншого розміру.

## Використання
Відновлення Літію з солоних озер за допомогою стратегії адсорбції привернуло широку увагу, і йонні сита на основі титану використовують завдяки своїй високій адсорбційній здатності та низьким втратам при розчиненні. Формування літій-йонних сит титанового типу (Ti-LIS) є важливим кроком у застосуванні Ti-LIS для вилучення літію з розсолів солоних озер.